# Piper khasianum
Piper khasianum är en pepparväxtart som beskrevs av C. Dc.. Piper khasianum ingår i släktet Piper och familjen pepparväxter. Inga underarter finns listade i Catalogue of Life.